# Свояки (фільм)
«Свояки́» — радянський короткометражний художній фільм 1987 року (знятий у 1978 році), дебют режисера Віктора Арістова, за оповіданням Василя Шукшина.

## Сюжет
За сюжетом оповідання Василя Шукшина «Свояк Сергій Сергійович». У відпустку в село до сестри приїжджає Соня з чоловіком. Від радості сестри не можуть наговоритися, а їхні чоловіки — свояки Сергій і Андрій, увперше зустрівшись, спільну мову знайти не можуть. Різні за характером і по життю: Андрій — статечний сільський житель, Сергій — з міста, з важким дитинством, що відбув термін («Везли товар до крамниці. Намагалися вкрасти рулон матеріалу. Попалися»), тепер працює на Півночі. Сергій, як «успішний», з двома класами освіти заробляє вдвічі більше професора, стоїть у черзі на «Жигулі», зарозуміло повчає Андрія, постійно сміється над ним — мовляв, не вміє він гроші заробити, жити гідно, і своїми розмашистими манерами зачіпає в інших почуття людської гідності, що живуть не бідно, але вимушені рахувати кожен рубль і копійку. Подарований Андрієм дорогий двигун для човна стає причиною великої сварки свояків.

## У ролях
- Герман Орлов —  Сергій
- Анатолій Бистров —  Андрій, сільський житель
- Лідія Воронцова —  Роза, дружина Сергія
- Людмила Старіцина —  Соня, сестра Рози, сільська мешканка

## Знімальна група
- Режисер-постановник і сценарист — Віктор Арістов
- Оператор-постановник — Юрій Воронцов
- Композитор — Аркадій Гагулашвілі
- Художник-постановник — Олексій Рудяков